# Регорст
Регорст (нім. Rehhorst) — громада в Німеччині, розташована в землі Шлезвіг-Гольштейн. Входить до складу району Штормарн. Складова частина об'єднання громад Нордштормарн.
Площа — 16,19 км2. Населення становить 721 ос. (станом на 31 грудня 2020).